# 長樂馮氏
长乐冯氏或称长乐信都冯氏，是中国魏晋南北朝时一个以长乐郡为郡望的漢族冯姓士族。与其他冯姓家族类似，长乐冯氏自稱是西周毕公的后裔。家族可查证的先祖为西晋冯和，亦有文献将其家族先祖追溯至西汉冯参。但有研究者认为，长乐冯氏並非出自汉晋高門士族，故《魏書》稱其為“海夷”。

## 發跡
五胡十六国时，冯和之孙、馮跋兄弟称雄北方，建立北燕。家族由此兴起。北燕灭亡后，家族分散。
一支入北魏，与北魏皇室联姻密切，多為顯貴。
一支则由冯业率领逃向高句丽，後又南渡刘宋，定居岭南，因緣際會之下成為高州僚人的酋長，成为岭南豪族。

## 家族成员
- 馮和，永嘉之亂時，避地上黨。
- 馮安，接受西燕慕容永將軍之職。
- 馮萬泥，北燕太祖之從兄。驃騎大將軍、幽平二州牧。
- 馮跋，北燕太祖。馮安之子。
- 馮素弗，北燕太祖之弟。侍中、車騎大將軍、錄尚書事、遼西郡公。卒於太平七年（415年）。
- 馮弘，北燕太祖之弟。北燕昭成帝。
- 馮丕，北燕太祖之弟。左僕射、常山郡公。
- 馮乳陳，北燕太祖之姪。征西大將軍、青二州牧、上谷郡公。
- 馮永，北燕太祖太子，早夭。
- 馮翼，馮永二弟，北燕太祖太子，以不侍疾之罪，與兄弟百人為馮弘所殺。
- 馮崇，北燕昭成帝廢太子、長樂公。北魏車騎大將軍、都督幽平東夷諸軍事、幽平二州牧、遼西王。母王氏。
- 馮朗，北燕昭成帝次子、廣平公。馮崇同母弟。北魏秦州刺史、雍州刺史、遼西郡公。
- 馮邈，北燕昭成帝三子、樂陵公。馮崇同母弟。曾率軍出征柔然。後因馮朗坐罪而死，便投奔柔然。
- 北魏太武帝馮左昭儀，北燕昭成帝季女。
- 北燕樂浪公主，北燕太祖之女，嫁柔然可汗斛律。
- 馮業，馮弘族人，南渡劉宋，高州刺史。
- 馮王仁，北燕昭成帝太子。母為西燕宗室女慕容氏。死於高句麗長壽王之手。
- 馮熙，北魏太師。馮朗之子、北魏太武帝左昭儀之姪、文成文明皇后之兄。博陵长公主駙馬。孝文帝时，任侍中、太师、内都大官、中书监，领秘书事，权倾朝野。
- 冯诞，馮熙、博陵长公主長子，娶孝文帝妹乐安长公主，驸马都尉、侍中、征西大将军、南平王。
- 冯修，馮熙、博陵长公主次子，侍中、尚书、镇北大将军、东平公。
- 文成文明皇后，馮朗之女。
- 孝文幽皇后，北魏太師馮熙之女、孝文废皇后之姐、北魏孝文帝第二任皇后。
- 孝文废皇后，北魏太師馮熙之女、孝文幽皇后之妹、北魏孝文帝皇后。
- 北魏孝文帝左昭儀，北魏太師馮熙之女。
- 冯穆，馮誕長子，娶孝文帝顺阳长公主。拜驸马都尉、扶风郡公、员外通直、散骑常侍，死於河阴之变。
- 冯颢，馮誕次子，长乐郡公。
- 冯聿，馮誕三子，信都伯、黄门郎。
- 冯夙，馮誕四子，北平王、太子中庶子。

岭南冯氏：
冯业随冯弘出奔高句丽，概因馮弘有投奔南朝之意，後攜家族約300人南渡劉宋，在嶺南（今廣東粵中、粵西）一帶立足。其後世子孫與嶺南當地豪酋聯姻，尤其是馮寶與嶺南高涼俚人領袖冼氏結為夫婦，成為世居當地的豪酋，至隋末唐初馮盎時勢力已經非常強大，一度佔據嶺南（包括海南島）大部。从狭义来说，根据《元和姓纂》的说法，“岭南冯氏”主要包括“高州冯氏”、“冈州冯氏”以及“海南冯氏”三支。其中“高州冯氏”成员所见于史料记载较多，其中包括位高权重的冼夫人、冯盎及高力士（冯元一）。以下为高州冯氏的部分主要成员。
- 馮業，馮弘族人，南渡劉宋，高州刺史。
- 馮代，馮業之子，隨其父出使劉宋，南朝齊、梁高州刺史、懷化侯。
- 馮融，馮代之子，南朝梁羅州刺史、懷化侯。
- 馮寶，馮融之子，南朝梁高涼郡太守、懷化侯。聘南越族大姓冼氏女，冼夫人為妻，遂為俚人首領。
- 馮僕，馮寶之子，冼夫人所出。南朝陳陽春郡太守。隋宋康郡公。九歲時因陳霸先念其父母之功，破格拜為宋康郡太守。
- 馮魂，馮僕長子，唐越國公馮盎長兄。
- 馮暄，馮僕次子，唐越國公馮盎二兄，隋羅州刺史。
- 馮盎，馮僕之子，隋左武衛大將軍。唐上柱國、持節、高州總管、越國公。追贈左驍衛大將軍、荊州都督。為族子聘禮部尚書許敬宗女。許氏於顯慶三年（658年）受封順政郡夫人。
- 馮智戴，馮盎之子，唐左武衛將軍、春州刺史。追贈洪州都督。
- 馮智彧，馮盎之子，唐東合州刺史。
- 馮智玳，馮盎之子，唐潘州刺史，高力士之祖父。
- 馮子猷，馮盎族子，萬歲通天二年（697年）十二月廿四日於武則天的討伐戰中陣亡。
- 馮君衡，馮智玳之子，唐廣州大都督，高力士之父。妻譙國夫人麥氏。因萬國俊誣陷謀反，萬歲通天二年（697年）十二月於武則天的討伐戰中陣亡。
- 馮梧，馮子猷之子，萬歲通天二年（697年）十二月廿六日於武則天的討伐戰中陣亡。
- 馮元璡，馮君衡長子、高力士長兄，左衛中候。
- 馮元珪，馮君衡次子、高力士二兄，左領軍郎將。
- 高力士，原名馮元一，馮君衡三子。唐代的著名宦官之一。唐玄宗泰陵的惟一陪葬墓墓主。上柱国、齐国公、骠骑大将军、开府仪同三司，死后追赠扬州大都督。

## 世系图
- 长乐冯氏世系图

## 备注
1. ↑  海夷是貶稱，同卷桓玄被稱為島夷。
2. ↑   註: